# Кат Кроули
Кат Кроули (на английски: Cath Crowley) е австралийска писателка на произведения в жанр драма и любовен роман за юноши.

## Биография и творчество
Родена е през 1971 г. в Мелбърн, Австралия. Има 3 братя. Преди да започне училище, семейството ѝ се мести в Гипсланд. Тъй като живеят в имот далеч от града, тя чете много книги. Като тийнейджър разказва много свои истории, но никога не ги записва. След завършването на гимназията следва радиопродукция и литература в университета. После работи като учителка по английски език.
Известно време живее в Европа, откъдето пише писма на брат си Антъни Кроули. Завръщайки се в Австралия, установява, че брат ѝ е използвал нейните писма, за да направи мюзикъла „Journey Girl“ (Пътуващо момиче), който се играе в 3 театъра в Мелбърн, и това я подтиква да започне да пише. Учи творческо писане и редактиране в Кралския технологичен университет в Мелбърн. След дипломирането си пише статии за вестници и списания и създава първия си ръкопис.
Първият ѝ роман „The Life and Times of Gracie Faltrain“ (Животът и времената на Грейси Фалтрейн) от едноименната поредица е издаден през 2004 г.
През 2010 г. е издаден романът ѝ „Graffiti Moon“. В последната вечер от гимназията Луси Дервиш и приятелите ѝ се впускат в търсене на Сянката и Поета – мистериозни художници на графити. Тя търси приключение, приятелките ѝ – любовта, а Ед и Лео търсят начин да изплатят свои дългове. Помощник в търсенето ѝ се оказва Ед, с когото е имала единствената несполучлива среща в живота си. Книгата печели през 2011 г. литературната награда на премиера за младежка литература, наградата „Етел Търнър“ за младежка литература и е обявена за препоръчана книга от Съвета за детска литература на Австралия.
През 2017 г. е издадена книгата ѝ „Думи в тъмносиньо“, която представя история за любовта, загубата и силата на думите. Герои са Хенри Джоунс и Рейчъл Суийти в история за книжарница, където читателите оставят писма до непознати, до любимите си хора и до поети, между страниците на книгите. След дълга раздяла и трагичната смърт на брат ѝ Рейчъл се връща в градчето и започва работа в книжарницата, а откритите послания оформят нов пъзел за бъдещето. Книгата е удостоена с литературни награди.
Заедно с писателската си кариера Кат Кроули преподава литература в Кралския технологичен университет в Мелбърн. Водила е курсове по творческо писане в Университета Виктория, както и семинари за творческо писане в Австралия заедно с писателката Алисън Арнолд. Действа като ментор на писатели и прави оценка на техните ръкописи.
Кат Кроули живее със семейството си в Мелбърн.

## Произведения

### Самостоятелни романи
- A Little Wanting Song (2005) – издаден и като „Chasing Charlie Duskin“
- Graffiti Moon (2010)
Graffiti Moon, изд.: „Orange Books“, София (2015), прев. Елена Лорънс
- Take Three Girls (2017) – със Симон Хауъл и Фиона Ууд, „Книга на годината“ от Съвета за детска литература на Австралия
- Words in Deep Blue (2017)
Думи в тъмносиньо, изд.: „Orange Books“, София (2017), прев. Гергана Минкова

### Серия „Животът и времената на Грейси Фалтрейн“ (Life and Times of Gracie Faltrain)
1. The Life and Times of Gracie Faltrain (2004)
2. Gracie Faltrain Takes Control (2006)
3. Gracie Faltrain Gets it Right (2008)